# Vingerhoedskruid (geslacht)
Vingerhoedskruid (Digitalis) is een geslacht uit de weegbreefamilie (Plantaginaceae). Het geslacht telt wereldwijd meer dan 22 twee- en meerjarige soorten.
Het geslacht komt van nature voor in Europa, Noord-Afrika en westelijk Azië. In Nederland en België komt alleen vingerhoedskruid (Digitalis purpurea) en geel vingerhoedskruid (Digitalis lutea) voor. De botanische naam Digitalis betekent vinger en die naam is gegeven omdat de bloem om de menselijke vinger past. De Nederlandse naam is afgeleid van de vorm van de bloem, die op een vingerhoed lijkt.
Gemeenschappelijke kenmerken zijn buis- of trechtervormige tweelippige bloemen, die in grote trossen staan. De soorten gedijen het best in de halfschaduw op humusrijke, goed waterdoorlatende grond. De kleur van de bloemen kan van wit via lichtroze tot paars en geel variëren.

## Gebruik
In de plantengeneeskunde en de homeopathie vinden de soorten Digitalis purpurea en de Midden- en Zuid-Europese Digitalis lanata toepassing.
Het gebruik van een extract van Digitalis purpurea met glycoside voor de behandeling van problemen met het hart werd voor het eerst beschreven door William Withering. In de hedendaagse geneeskunde, wordt een zuiverder vorm van digitalis gebruikt om hartritmestoornissen te behandelen. Digitalis blokkeert de natrium-kaliumpomp in de celmembraan waardoor de natriumgradiënt verstoord wordt. Hierdoor stijgt de concentratie van calcium in de hartspiercel, wat een sterkere spiercontractie van de hartspier tot gevolg heeft. 
Een groep van farmacologisch actieve stoffen wordt gewonnen uit de tweedejaars bladeren. In zuivere vorm worden de stoffen aangeduid met de chemische namen digitoxine en digoxine, of door merknamen als Lanoxin en Purgoxin.
Digitalis is een klassiek voorbeeld van een medicijn dat afgeleid is van een plant die eerst in de volksgeneeskunde werd gebruikt. Omdat het lastig is de goede dosering aan de hand van plantenbladeren te bepalen, wordt de plant nu niet meer in de volksgeneeskunde gebruikt. Ook het gebruik bij epilepsie vindt geen toepassing meer.
Digitalis-vergiftiging resulteert uit een overdosis Digitalis. De verschijnselen zijn een verminderd gezichtsvermogen, het zien van vage omtrekken en, in ernstige gevallen, een zelfs gevaarlijk lage hartslag (bradycardie). Specifiek hierbij is dat het niet alleen een remmende werking heeft op de frequentie van de hartslag, door effect op de sinusknoop (de natuurlijke pacemaker van het hart), maar ook een remmende werking heeft op de geleidende functie van de atrioventriculaire knoop (AV-knoop, het 'koppelcentrum' tussen geleiding van boezems en kamers. Hierdoor kan een gecombineerde afwijking van het hartritme ontstaan.
Omdat verminderde eetlust veelvuldig optreedt als neveneffect, is het ook wel misbruikt als afslankmiddel.

## Soorten
| botanische naam       | Nederlands                    |
| --------------------- | ----------------------------- |
| Digitalis canariensis |                               |
| Digitalis cariensis   |                               |
| Digitalis ciliata     |                               |
| Digitalis davisiana   |                               |
| Digitalis dubia       |                               |
| Digitalis ferruginea  |                               |
| Digitalis fontanesii  |                               |
| Digitalis grandiflora | Grootbloemig vingerhoedskruid |
| Digitalis isabelliana | Kanarische vingerhoed         |
| Digitalis laevigata   |                               |
| Digitalis lanata      | Wollig vingerhoedskruid       |
| Digitalis leucophaea  |                               |
| Digitalis lutea       | Geel vingerhoedskruid         |
| Digitalis mariana     |                               |
| Digitalis methonensis |                               |
| Digitalis micrantha   |                               |
| Digitalis nervosa     |                               |
| Digitalis obscura     | Spaans vingerhoedskruid       |
| Digitalis parviflora  | Kleinbloemig vingerhoedskruid |
| Digitalis purpurea    | Vingerhoedskruid              |
| Digitalis sceptrum    |                               |
| Digitalis sibirica    |                               |
| Digitalis stewartii   |                               |
| Digitalis thapsi      |                               |
| Digitalis trojana     |                               |
| Digitalis viridiflora |                               |

### Bloemdiagram

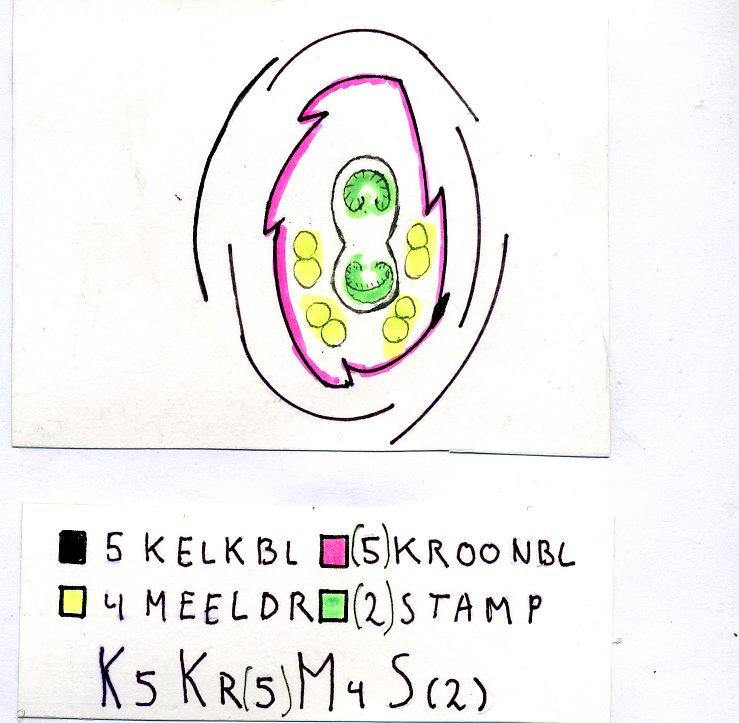

Acanthorrhinum · 
Achetaria · 
Adenosma · 
Albraunia · 
Amphianthus · 
Anarrhinum · 
Angelonia · 
Antirrhinum (Leeuwenbek) · 
Aragoa · 
Artanema · 
Asarina · 
Bacopa · 
Basistemon · 
Benjaminia · 
(Besseya) · 
Bougueria · 
Brookea · 
Bryodes · 
Bythophyton · 
Callitriche (Sterrenkroos) · 
Campylanthus · 
Chaenorhinum (Kierleeuwenbek) · 
Chelone (Schildpadbloem) · 
(Chionohebe) · 
Chionophila · 
(Cochlidiosperma) · 
Collinsia · 
(Conobea) · 
Cymbalaria · 
(Detzneria) · 
Digitalis (Vingerhoedskruid) · 
Dintera · 
Dizygostemon · 
Dopatrium · 
Ellisiophyllum · 
Encopella · 
Epixiphium · 
Erinus · 
Galvezia · 
Gambelia · 
Geochorda · 
Globularia (Kogelbloem) · 
Gratiola · 
Hebe · 
Hemiphragma · 
Herpestis · 
Hippuris · 
Holmgrenanthe · 
Holzneria · 
Howelliella · 
Hydrotriche · 
(Isoplexis) · 
Kashmiria · 
Keckiella · 
Kickxia (Stoppelleeuwenbek) · 
Lafuentea · 
Lagotis · 
Limnophila · 
Limosella · 
Linaria (Vlasleeuwenbek) · 
Littorella · 
Lophospermum · 
Mabrya · 
Maurandella · 
Maurandya · 
Mecardonia · 
Melosperma · 
Microcarpaea · 
Misopates · 
Mohavea · 
Monocardia · 
Monopera · 
Monttea · 
Neogaerrhinum · 
(Neopicrorhiza) · 
Nothochelone · 
Nuttallanthus · 
Otacanthus · 
Ourisia · 
Paederota · 
(Parahebe) · 
Penstemon (Penstemon) · 
Philcoxia · 
Picria · 
Picrorhiza · 
Plantago (Weegbree) · 
Poskea · 
Psammetes · 
Pseudorontium · 
Rhodochiton · 
Russelia · 
Sairocarpus · 
Schistophragma · 
Schweinfurthia · 
Scoparia · 
Scrofella · 
Sibthorpia · 
Stemodia · 
(Synthyris) · 
Tetranema · 
Tetraulacium · 
Tonella · 
Uroskinnera · 
Veronica (Ereprijs) · 
Veronicastrum · 
Wulfenia · 
Wulfeniopsis
... · D. canariensis · D. ciliata · D. davisiana · D. dubia · D. ferruginea · D. grandiflora (Grootbloemig vingerhoedskruid) · D. laevigata · D. lanata (Wollig vingerhoedskruid) · D. lutea (Geel vingerhoedskruid) · D. mariana · D. obscura · D. parviflora · D. purpurea (Gewoon vingerhoedskruid) · D. thapsi · D. viridiflora · ...